# Maison (Mettet)
Pour les articles homonymes, voir Maison (homonymie).
Maison ou Maison Saint-Gérard est un hameau de la commune belge de Mettet située en Région wallonne dans la province de Namur.
Avant la fusion des communes de 1977, Maison faisait partie de la commune de Saint-Gérard.

## Situation
Ce gros hameau du Condroz se situe le long et à proximité de la route nationale 988 (rue de Bambois) qui va de Fleurus à Saint-Gérard situé à environ 3,5 km au sud-est. Maison se prolonge au nord par le hameau de Haie Mayet.

## Patrimoine
L'église Saint Nicolas est un édifice de style néo-classique construit en 1861. Le clocher se termine par une flèche octogonale. Le cimetière ceint d'un mur entoure complètement l'église.
La localité possède plusieurs chapelles dédiées à Saint Roch, Sainte Philomène et Sainte Thérèse de Lisieux et potales comme la potale de Bonne Espérance.

## Activités
Maison possède une école communale située à proximité de l'église Saint Nicolas.